# Polideportivo Ejido
Il Polideportivo Ejido (o più semplicemente Poli Ejido o Ejido) è stata una squadra di calcio spagnola.
La squadra aveva base nella città andalusa di El Ejido (Provincia di Almería) e giocava le partite casalinghe al Municipal El Ejido.

## Storia
Il Polideportivo Ejido fu fondato nel 1969 da Salvador Callejón che ne divenne primo presidente. Ha sempre militato in divisioni inferiori fino alla stagione 2001-02 quando per la prima volta viene promosso in Segunda división B.
Nel 2011-2012 disputa la sua ultima stagione in Segunda División B, la terza serie del campionato di calcio spagnolo, chiudendo all'ultimo posto in classifica. Al termine di essa, il club viene sciolto.

### Stagioni
| Stagione    | Categoria | Posizione |
| ----------- | --------- | --------- |
| dal 1969-70 | Cat. reg. | —         |
| al 1986-87  | Cat. reg. | —         |
| 1987/88     | 3ª        | 3°        |
| 1988/89     | 3ª        | 7°        |
| 1989/90     | 3ª        | 3°        |
| 1990/91     | 3ª        | 2°        |
| 1991/92     | 2ªB       | 5°        |
| 1992/93     | 2ªB       | 14°       |
| 1993/94     | 2ªB       | 17°       |
| 1994/95     | 3ª        | 3°        |
| 1995/96     | 3ª        | 1°        |
| 1996/97     | 2ªB       | 17°       |
| 1997/98     | 3ª        | 2°        |
| 1998/99     | 3ª        | 2°        |

| Stagione | Categoria | Posizione |
| -------- | --------- | --------- |
| 1999/00  | 3ª        | 1°        |
| 2000/01  | 2ªB       | 2°        |
| 2001/02  | 2ª        | 18°       |
| 2002/03  | 2ª        | 13°       |
| 2003/04  | 2ª        | 18°       |
| 2004/05  | 2ª        | 13°       |
| 2005/06  | 2ª        | 15°       |
| 2006/07  | 2ª        | 11°       |
| 2007/08  | 2ª        | 22°       |
| 2008/09  | 2ªB       | 3°        |
| 2009/10  | 2ªB       | 4°        |
| 2010/11  | 2ªB       | 14°       |
| 2011/12  | 2ªB       | 20°       |

## Storia nella Liga
- Stagioni in Primera División: 0
- Stagioni in Segunda División: 7
- Stagioni in Segunda División B: 9
- Stagioni in Tercera División: 9

## Stadio
Lo stadio Municipal El Ejido è stato inaugurato nel 2001 e ha una capienza di 7.870 posti. Prima di quella data la squadra giocava stadio Municipal Santo Domingo.

## Palmarès

### Competizioni nazionali
- Tercera División (Spagna): 2

1995-1996, 1999-2000

### Altri piazzamenti
- Segunda División B:

Secondo posto: 2000-2001 (gruppo IV)
Terzo posto: 2008-2009 (gruppo IV)

## In altri media
Compare nel videogioco Club Football Milan 2005.